# Жордания, Иосиф Миндиевич
Иосиф Минди́евич Жорда́ния (груз. იოსებ ჟორდანია; род. 12 февраля 1954 в Тбилиси, ГССР, СССР) — советский и австралийско-грузинский этномузыковед и антрополог, почётный член Консерватории при Мельбурнском Университете, доктор искусствоведения, профессор, заведующий и один из основателей Международным исследовательским центром по изучению многоголосия при Тбилисской консерватории, основатель ансамбля «Горани». Автор трёх книг и сотен статей, опубликованных на английском, арабском, болгарском, грузинском, русском и других языках.
Участвовал, как и его отец, Миндия Жордания, в деятельности Всесоюзной Комиссии по народному музыкальному творчеству (ВКНМТ).
Известен своей оригинальной концепцией происхождения хорового пения в контексте эволюции человека. С 1995 проживает в Австралии, однако поддерживает тесный профессиональный контакт с соотечественниками и коллегами в Грузии, и в частности, в Центре изучения полифонии.

## Теория «боевого транса»
И. Жорданией было предложено понятие «боевой транс».
Учёный предположил, что способность входить в состояние боевого транса появилась у гоминид благодаря естественному отбору. Эта способность стала решающим фактором, помогающим группам гоминид защищаться от крупных хищников.
С точки зрения Жордании, когда гоминиды стали расселяться на открытых пространствах Африки, они были слишком малы и слабы и не могли в одиночку противостоять крупным африканским хищникам. Однако находясь в состоянии боевого транса, они могли напугать даже большое и сильное животное, поскольку в этом изменëнном состоянии сознания в их поведении не проявлялось боязни, а их синхронные жесты и крики вызывали страх у хищника. Находясь в состоянии боевого транса, они теряли ощущение своей индивидуальности, забывали о личной безопасности и действовали исключительно в интересах группы.

## Работы

### Диссертация
- Грузинское традиционное многоголосие в международном контексте многоголосных культур : (К вопросу генезиса многоголосия) : автореферат дис. … доктора искусствоведения : 17.00.02 / Киев. консерватория. — Киев, 1991. — 36 с.

### Книги
- Грузинское традиционное многоголосие в международном контексте многоголосных культур: к вопросу генезиса многоголосия. Тбилиси: Изд-во Тбил. ун-та, 1989.-382 с.
- Who Asked the First Question? Origins of Human Choral Singing, Intelligence, Language and Speech Logos, 2006, −452pg.
- Why do People Sing? Music in Human Evolution Logos, 2011. −211pg

### Статьи
- Народное многоголосие, этногенез и расогенез //Советская этнография, 1988, № 2. С. 24-33.

- Новый взгляд на музыкальную культуру древних переднеазиатских народов (к проблеме многоголосия) // Народная музыка: история и типология. — Л.: 1. ЛГИТМиК, 1989. — С. 75-80.

- Об интонации вопроса, речевых патологиях и истоках многоголосия //Вопросы народного многоголосия. Тбилиси, 2000.

- Этномузыкология: междисциплинарные перспективы // Искусствоустной традиции. Историческая морфология. Сборник статей. — СПб.: РИИИ, 2002. 1. 236—248.

- Jordania, Joseph (2005) Interrogo Ergo Cogito: Responsorial Singing and the Origins of Human Intelligence (proceedings of the International Symposium on Traditional Polyphony, held in Tbilisi, Georgia in 2004).

- Times to Fight and Times to Relax: Singing and Humming at the Beginnings of Human Evolutionary History. Kadmos 2009. 1: 272—277.